# フリオーソレジェンドカップ
フリオーソレジェンドカップは、千葉県競馬組合が船橋競馬場で施行する地方競馬の重賞競走（南関東SIII）である。2024年より正式名称はフリオーソの馬主でもあった「ダーレー・ジャパン賞フリオーソレジェンドカップ」である。

## 概要
船橋所属馬としてGI級競走を6勝するなどダートグレード競走で活躍したフリオーソの功績を称え2013年に創設、距離1600mでスタートした。
2022年に距離が1800mに延長、2023年に重賞に格上げされた。

## 条件・賞金等（2024年）
出走条件
サラブレッド系4歳以上・南関東所属馬限定
優先出走順位
ひまわり賞の1着馬及び2着馬に優先出走権がある。
負担重量
別定。A1級56kg、A2級以下54kg（牝馬2kg減）
令和4年8月28日から令和6年8月16日の間にダートグレード競走・JRA重賞競走・南関東SI競走を優勝した馬は3kg、南関東SII競走を優勝した馬は2kg、南関東SIII競走およびその他重賞競走を優勝した馬は1kg、それぞれ負担増となる（2歳・3歳限定競走の成績を除く）。
賞金額
1着1500万円、2着525万円、3着300万円、4着150万円、5着75万円
優先出走権付与
本競走で上位2着までに入った馬に、日本テレビ盃の優先出走権が付与される。
副賞
ダーレー・ジャパン賞、千葉県馬主会会長賞、開催執務委員長賞、また船橋競馬生産牧場賞がある。

## 歴代優勝馬

### 準重賞格付け時
| 施行日        | 優勝馬             | 性齢 | 所属 | タイム | 優勝騎手   | 管理調教師 | 馬主             |
| ------------- | ------------------ | ---- | ---- | ------ | ---------- | ---------- | ---------------- |
| 2013年9月23日 | ファイト           | 牡2  | 船橋 | 1:42.8 | 張田京     | 坂本昇     | （有）ライオンズ |
| 2014年9月23日 | ナイキアフォード   | 牡2  | 船橋 | 1:43.4 | 戸崎圭太   | 川島正一   | 小野勝基         |
| 2016年9月7日  | コンドルダンス     | 牡4  | 船橋 | 1:42.0 | 森泰斗     | 齊藤敏     | 市川智           |
| 2017年9月5日  | フミノインパルス   | 牡5  | 船橋 | 1:42.6 | 的場文男   | 稲益貴弘   | 尾崎智大         |
| 2018年9月4日  | マルヒロナッツオー | 牡4  | 船橋 | 1:42.4 | 左海誠二   | 林正人     | 廣川直           |
| 2019年8月30日 | パルトネルラーフ   | 牡6  | 船橋 | 1:42.5 | 森泰斗     | 椎名廣明   | 高樽秀夫         |
| 2021年9月1日  | ファルコンビーク   | 牡4  | 川崎 | 1:40.6 | 御神本訓史 | 内田勝義   | 吉田勝己         |
| 2022年8月24日 | リッカルド         | 騸11 | 船橋 | 1:55.7 | 矢野貴之   | 佐藤裕太   | （株）レックス   |

### 重賞格付け時
| 回次  | 施行日        | 優勝馬         | 性齢 | 所属 | タイム | 優勝騎手 | 管理調教師 | 馬主                 |
| ----- | ------------- | -------------- | ---- | ---- | ------ | -------- | ---------- | -------------------- |
| 第1回 | 2023年8月9日  | ギガキング     | 牡5  | 船橋 | 1:53.4 | 和田譲治 | 稲益貴弘   | （株）Heroレーシング |
| 第2回 | 2024年8月28日 | ナニハサテオキ | 牡5  | 浦和 | 1:53.2 | 森泰斗   | 平山真希   | （株）目黒牧場       |

### 各回競走結果の出典
- フリオーソレジェンドカップ競走優勝馬 - nankankeiba.com
- JBISサーチ
  - 2013年，2014年，2016年，2017年，2018年，2019年，2021年，2022年，2023年，2024年